# Fuchsia thymifolia
Fuchsia thymifolia är en dunörtsväxtart. Fuchsia thymifolia ingår i släktet fuchsior, och familjen dunörtsväxter.

## Underarter
Arten delas in i följande underarter:
- F. t. minimiflora
- F. t. thymifolia

## Bildgalleri

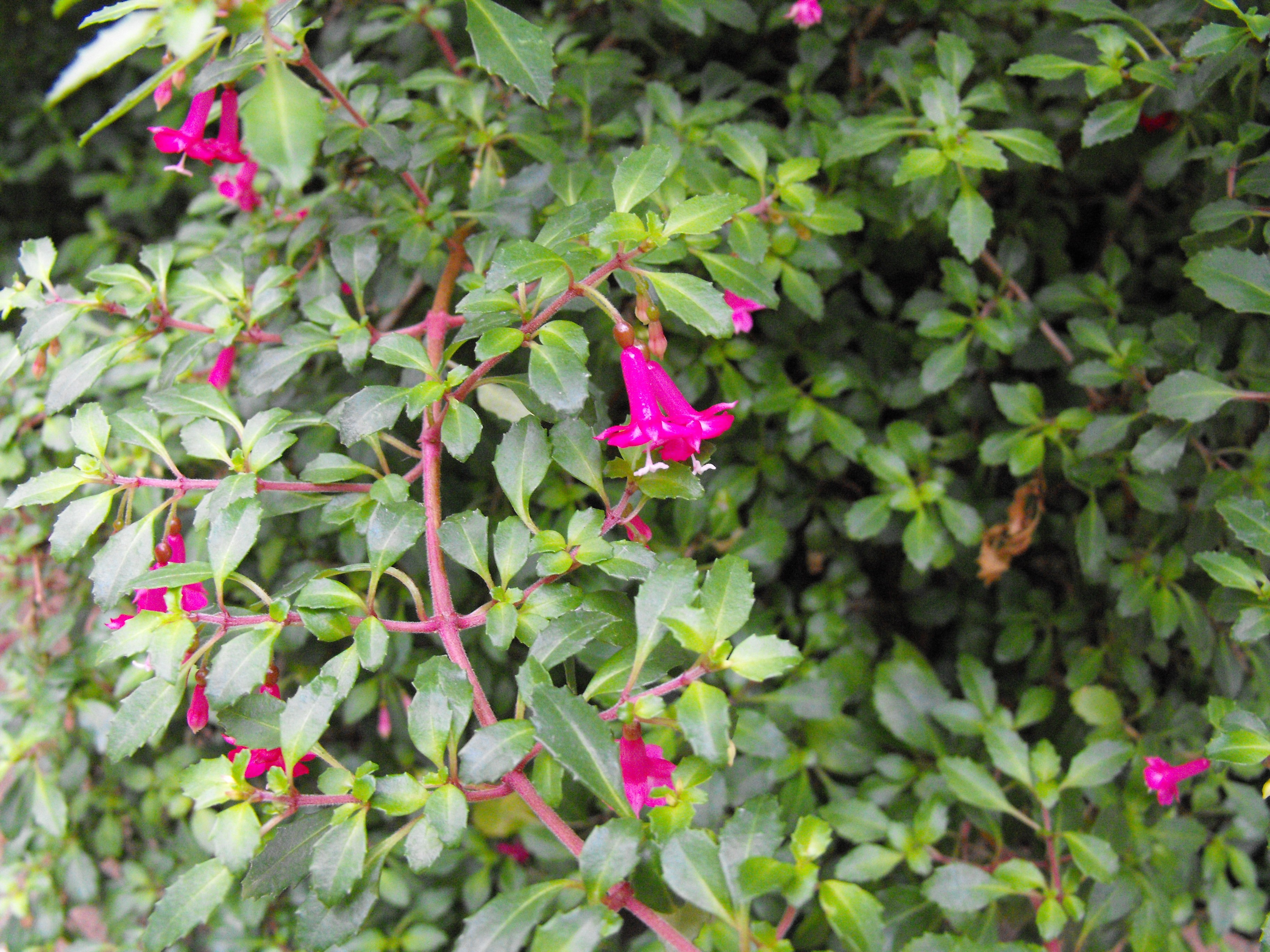